# Götz Anna
Götz Anna (Budapest, 1963. április 25. –) magyar színésznő.

## Élete
1985-ben végzett a Színház- és Filmművészeti Főiskolán. 1985–2000 között a Nemzeti Színház tagja volt, 2000-től szabadfoglalkozású színésznő. Jelenleg a Vidám Színpad (Budapest, 2013) tagja.

## Magánélete
Édesapja Götz Béla díszlettervező. Első férje, Rubold Ödön színész. Közös ikergyermekeik, Emília és Bálint 1995 áprilisában születtek. 2010 és 2020 között második férje Böröndi Tamás színész, színházigazgató volt.

## Színpadi szerepei
- Sally Bowles (Masteroff–Kander–Ebb: Kabaré) (diplomamunka)
- Recha (Lessing: Bölcs Náthán)
- Katalin (Shakespeare: IV. Henrik)
- Katalin (Shakespeare: V. Henrik)
- Mária (Sütő András: Advent a Hargitán)
- Emily Webb (Wilder: A mi kis városunk)
- Iluska (Kacsóh–Heltai: János vitéz)
- Genovéva (Márai Sándor: Kassai polgárok)
- Vivie (G. B. Shaw: Warrenné mestersége)
- Erzsébet (Pap Károly: Szent színpad)
- Ágnes (Tamási Áron: Tündöklő Jeromos)
- Jázmina (Tamási Áron: Ördögölő Józsiás)
- Csilla (Gyurkovics Tibor: Császármorzsa)
- Tóth Mari (Mikszáth Kálmán: A Noszty fiú esete Tóth Marival)
- Fehér Anna (Szörényi–Bródy: Fehér Anna)
- Réka (Szörényi-Bródy: István, a király)
- Anna (Szörényi-Bródy: Kőműves Kelemen)
- Júlia (Hubay Miklós–Vas István–Ránki György: Egy szerelem három éjszakája)
- Eliza Doolittle (Frederick Loewe–Alan Jay Lerner: My Fair Lady)
- Rosalinda (Shakespeare: Ahogy tetszik)
- Mária (Zilahy Lajos: Hazajáró lélek)
- Mariska (Szép Ernő: Vőlegény)
- Rita Almers (Ibsen: Kis Eyolf)
- Leila (Huszka–Martos–Kardos: Gül baba)
- Miss Bell (David de Silva–Jose Fernandez–Jacques Levy: Fame)
- Zelda Fenwick, újságírónő (Noel Coward: Forgószínpad)
- Thúz kisasszony (Molnár Ferenc: Az ibolya)
- Yvonne (Neil Simon: Különterem)
- Ratched nővér (Ken Kesey–Dale Wasserman: Kakukkfészek)
- Lanolin kisasszony (Békés Pál: A kétbalkezes varázsló)
- Aromo (Lázár Ervin: Négyszögletű kerek erdő)
- Helén (Müller Péter: Szomorú vasárnap)

## Filmjei

### Játékfilmek
- Házasság szabadnappal (1984)
- Julianus barát 1–3. (1991)
- A szalmabábuk lázadása (1999)
- Cop Mortem (2016)

### Tévéfilmek
- Falstaff (1984)
- Villanyvonat (1985)
- Bevégezetlen ragozás (1985)
- A nagymama (1985)
- Farkascsapda (1986)
- Nyolc évszak 1–8. (1987)
- A Palika (1987)
- Erdők szép virága (1989)
- Kék kezet mos (1990)
- Frici, a vállalkozó szellem (1993)
- Családi album (2001)
- Szabadságharc Szebenben (2007)
- Jóban Rosszban (2016)

## Szinkronszerepei
- A csábítás földjén: Brenda Castaño – Alejandra Procuna
- Alfa holdbázis: Maya, tudományos tiszt – Catherine Schell
- A vágy villamosa: Blanche DuBois – Vivien Leigh
- A főnök: Deputy Chief Brenda Johnson – Kyra Sedgwick
- A Guldenburgok öröksége: Susanne "Nane" von Guldenburg – Katharina Böhm
- A szív parancsa: Camila Monterde Santos – Silvia Navarro
- Belfagor a pokolból, második szinkron, Maddalena de’ Medici – Claudine Auger
- Egy apáca története: Sister Luke (Gabrielle van der Mal) – Audrey Hepburn
- Dilizsaruk: Patricia Dawkins – Serena Evans
- Gyilkos elmék: Elle Greenaway – Lola Glaudini
- Egy rém rendes család: Marcy Rhoades D'Arcy – Amanda Bearse
- Katonablues: Tina – Letícia Román
- Kedves ellenség: Paula Ugarte – Sharis Cid
- Kellemes húsvéti ünnepeket: Julie – Sophie Marceau
- K-PAX – A belső bolygó: Rachel Powell – Mary McCormack
- McLeod lányai: Regan McLeod – Zoe Naylor
- Mi kell a nőnek?: Darcy McGuire – Helen Hunt
- Nők a pult mögött: Michala Holubová – Jana Boušková
- Pacific Blue: Chris Kelly – Darlene Vogel
- Pillangó-hatás – Andrea Treborn, Melora Walters
- Providence: Joanie Hansen – Paula Cale
- Római vakáció: Anne hercegnő – Audrey Hepburn
- Sarokba szorítva: Fedora – Sonya Smith
- Sebzett szívek: Sabina Castellanos – Vanessa Guzmán
- Tiltott szerelem: Deniz Decourton – Zerrin Tekindor
- Vad szív: Aimée Montes de Oca – Aracely Arámbula

## Díjai, elismerései
- Farkas–Ratkó-díj (1991)[4]
- Rajz János-díj (1986, 1992)
- Déryné-díj (1993)
- Őze Lajos-díj (1995)